# Johann Georg Dietmayr
Johann Georg Dietmayr (* 1605; † 12. August 1667 in Wien; eigentlich Johann Georg Dietmayr von Dietmannsdorf) war ein österreichischer Jurist und dreimaliger Bürgermeister von Wien.

## Leben
Johann Georg Dietmayr studierte in Wien Rechtswissenschaften und schloss sein Studium 1639 mit dem Baccalaureat ab. 1640 wurde er Stadtgerichtsbeisitzer, von 1644 bis 1648 Stadtrichter. Dann folgte seine wechselvolle politische Karriere als Bürgermeister von Wien: Er bekleidete dieses Amt 1648–1654, 1656–1659 und schließlich von 1664 bis zu seinem Tod.
Im Jahr 1874 wurde in Wien-Brigittenau (20. Bezirk) die Dietmayrgasse nach ihm benannt.